# Gouverneur-général de Corée
 (décembre 2023).
Si vous disposez d'ouvrages ou d'articles de référence ou si vous connaissez des sites web de qualité traitant du thème abordé ici, merci de compléter l'article en donnant les références utiles à sa vérifiabilité et en les liant à la section « Notes et références ».

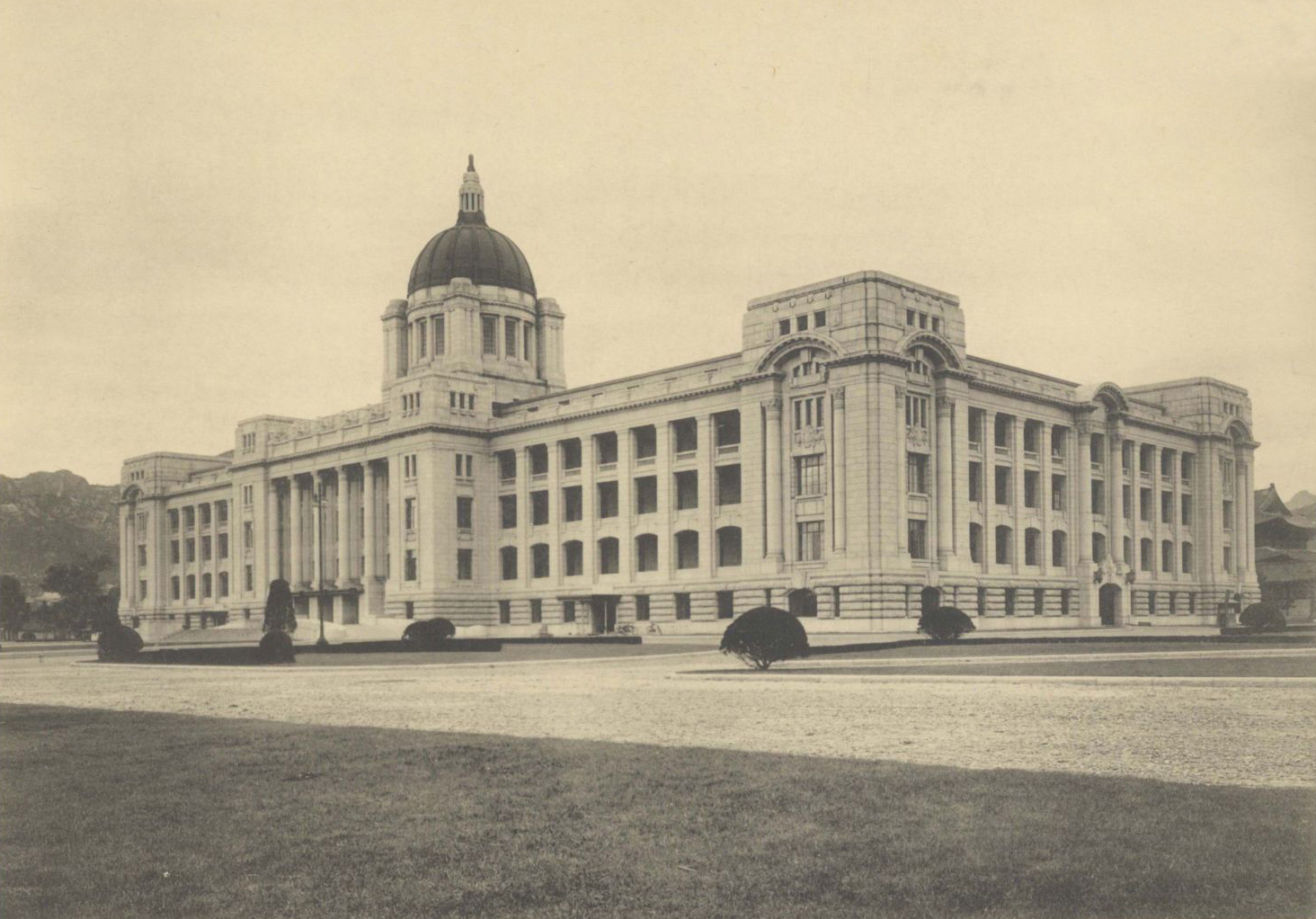
Siège du gouvernement-général japonais à Séoul.

La position de gouverneur-général de Corée 朝鮮總督 (Chōsen Sōtoku) exista pendant l'occupation japonaise du pays de 1910 à 1945.

## Histoire
Après l'annexion de la Corée par le Japon en 1910, la passant d'un statut de protectorat signé en 1905 lors du traité d'Eulsa, mais non ratifié par le gouvernement coréen, le poste de résident-général fut remplacé par celui de gouverneur-général. La fonction était cependant particulière car le gouverneur-général avait un statut de plénipotentiaire avec de larges pouvoirs, pas seulement exécutifs mais aussi législatifs et judiciaires. Par contre, en 1944, le gouverneur-général ne commandait toujours pas les unités militaires de l'armée impériale japonaise et de la Marine impériale japonaise stationnée en Corée. Étant donné ses pouvoirs et son niveau de responsabilité, seuls les généraux les plus gradés de l'armée étaient choisi pour ce poste (à la seule exception de l'amiral Saitō Makoto).
Après la capitulation du Japon en août 1945, l'administration de la péninsule Coréenne fut partagée entre la république populaire démocratique de Corée et la république de Corée. Pendant le mandat du président sud-coréen Kim Young-sam, le 15 août 1995, l'ancien siège du gouvernorat-général japonais de Corée fut démoli.

### Premier ministre de Corée
Par quatre fois, le premier ministre du Japon fut en même temps gouverneur-général de Corée. Trois d'entre eux, Masatake Terauchi, Saitō Makoto, Kuniaki Koiso furent gouverneurs-généraux avant de devenir premier ministre. Un seul, Nobuyuki Abe fut d'abord premier ministre. Le cas de Kazushige Ugaki est spécial car pendant qu'il occupait le poste de gouverneur-général de Corée, il devint premier ministre du Japon mais ne put occuper le poste car il fut incapable de former un gouvernement. 
En outre, le résident-général Itō Hirobumi fut quatre fois premier ministre avant d'être nommé en Corée.

## Liste des résidents-généraux

Drapeau du résident-général japonais de Corée (Tōkanki).

De 1906 à 1910, l'empire coréen devint un protectorat du Japon qui était représenté par un résident-général. 
| # | Nom                         | Image | De   | À    |
| - | --------------------------- | ----- | ---- | ---- |
| 1 | Itō Hirobumi 伊藤 博文      |       | 1905 | 1909 |
| 2 | Sone Arasuke 曾禰 荒助      |       | 1909 | 1909 |
| 3 | Terauchi Masatake 寺内 正毅 |       | 1909 | 1910 |

## Liste des gouverneurs-généraux
| #  | Nom                             | Image | De                   | À    |
| -- | ------------------------------- | ----- | -------------------- | ---- |
| 1  | Terauchi Masatake 寺内 正毅     |       | 1910                 | 1916 |
| 2  | Yoshimichi Hasegawa 長谷川 好道 |       | 1916                 | 1919 |
| 3  | Saitō Makoto 斎藤 実            |       | 1919                 | 1927 |
| 4  | Kazushige Ugaki 宇垣 一成       |       | 1927                 | 1927 |
| 5  | Yamanashi Hanzō 山梨 半造       |       | 1927                 | 1929 |
| 6  | Saitō Makoto 斎藤 実            |       | (Deuxième fois) 1929 | 1931 |
| 7  | Kazushige Ugaki 宇垣 一成       |       | (Deuxième fois) 1931 | 1936 |
| 8  | Jirō Minami 南 次郎             |       | 1936                 | 1942 |
| 9  | Kuniaki Koiso 小磯 國昭         |       | 1942                 | 1944 |
| 10 | Nobuyuki Abe 阿部 信行          |       | 1944                 | 1945 |

## Source de la traduction
- (en) Cet article est partiellement ou en totalité issu de l’article de Wikipédia en anglais intitulé « Governor-General of Korea » (voir la liste des auteurs).